# The Avril Lavigne Foundation
The Avril Lavigne Foundation R.O.C.K.S é uma fundação filantrópica pertencente a cantora Avril Lavigne, cujo objeto é ajudar em causas nobres aos menos favorecidos. Essa fundação começou a  ser projetada e desenvolvida a cerca de 6 meses antes de deu lançamento que foi anunciada pelo Twitter oficial da cantora em setembro de 2010. Porém mesmo antes disso, Avril já estava diretamente ligada a outros projetos de caridades como o Nancy Davis Foundation For Multiple Sclerosis, e o War Child. E para a fundação, um site oficial dedicado especialmente a isso foi criado e que contará com vídeos e postagens pela própria Avril com apoio a causas de crianças e jovens com deficiência e doenças graves.

## Sobre
O site entrou no ar no dia 15 de setembro de 2010 e nele Avril mostra a missão do The Avril Lavigne Foundation R.O.C.K.S. que é representada pela palavras Respect, Opportunity, Choices, Knowledge, and Strength que significa Respeito, Oportunidade, Escolhas, Conhecimento e Força. No site oficial tem vídeos e postagens pela própria Avril com apoio a causas de crianças e jovens com deficiência e doenças graves, e dar a eles todo o suporte pra enfrentar o seus desafios no dia-a-dia. A fundação tem parceria como outras instituições como Easter Seals, Make-A-Wish Foundation e a The Nancy Davis Foundation for Multiple Sclerosis.
Para ajudar na arrecadação, o autor estado-unidense Jeff Burlingame publicou o livro Avril Lavigne: Celebrity with Heart em setembro de 2010 pela editora Enslow, que contém cem páginas e serve como uma biografia de Lavigne.

## Objetivo
A fundação apresentou as seguintes missões: Respeitar as necessidades de todas as crianças e jovens, não importam as circunstâncias, e incentivar outros a fazerem o mesmo; Criar a oportunidade para crianças e jovens com doenças graves ou deficiência a seguir seus sonhos; Oferecer opções para que eles vêem que tem muitas opções na vida e não apenas um único caminho definido por suas circunstâncias; Proporcionar conhecimentos sobre o que é possível deles e para suas famílias através de ideias do novo programa que a Fundação Avril Lavigne irá apoiar e ajudar a expandir.
Em 2014, ela apoio a Special Olympics World Games, que aconteceu em Los Angeles nos EUA.